# Lego Store
Un Lego Store, ou parfois Lego Imagination Center, est une boutique entretenue par The Lego Group dont le principe est de vendre seulement des produits Lego, à l'image des Apple Store ou Disney Store. De nombreuses boutiques ont ouvert en Amérique du Nord et en Europe.

## Concept

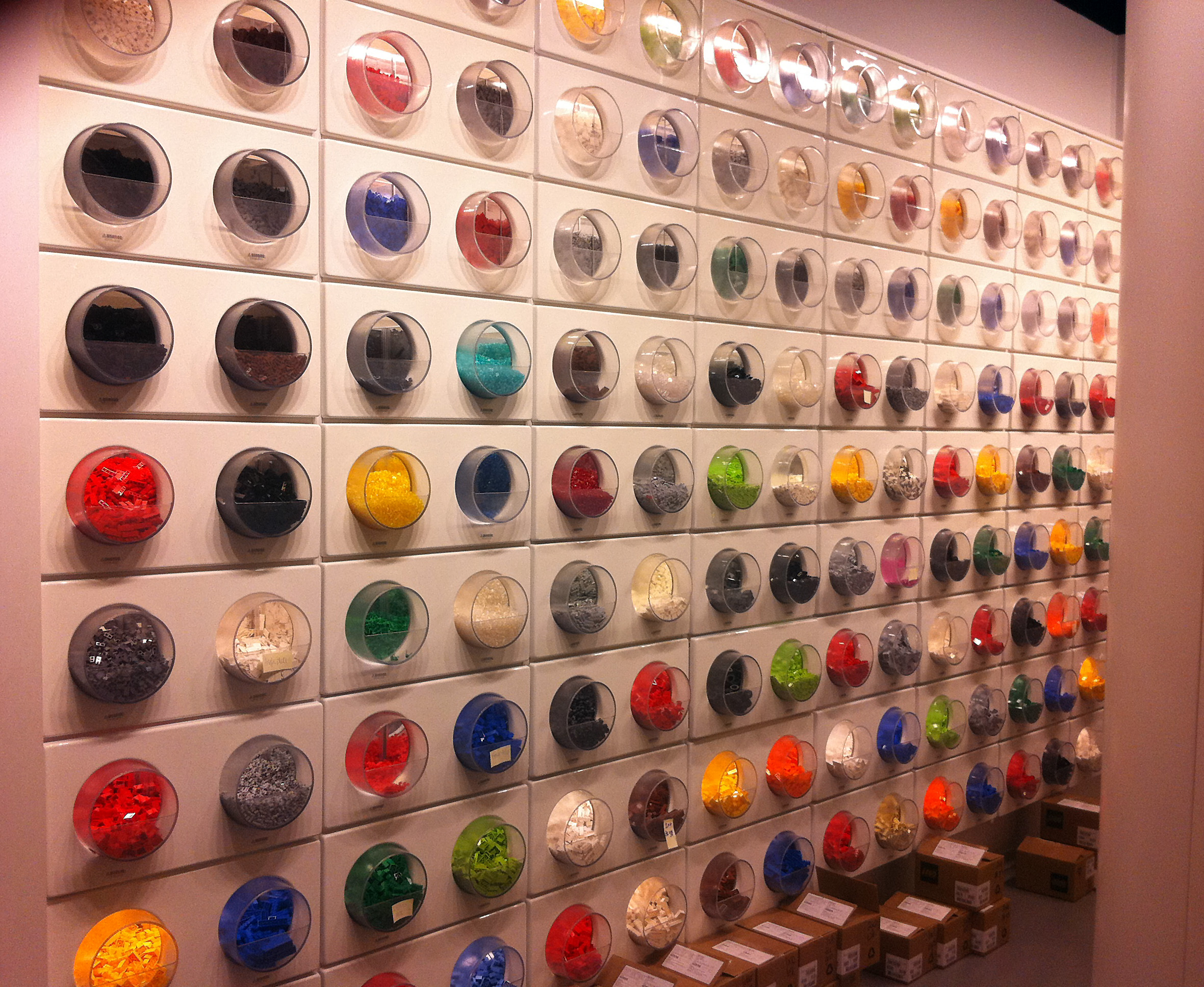
Le mur de briques Pick a brick.

Les boutiques comprennent des sections vendant les différentes gammes de Lego.
Chaque boutique comporte en outre :
- un mur de briques classé par couleur et forme nommé Pick a brick ;
- des tours d'assemblage de figurines (à l'instar de M. Patate) ;
- des espaces d'animation où l'on peut jouer avec des briques ;
- des maquettes en Lego souvent thématisées en rapport le lieu.

## Historique

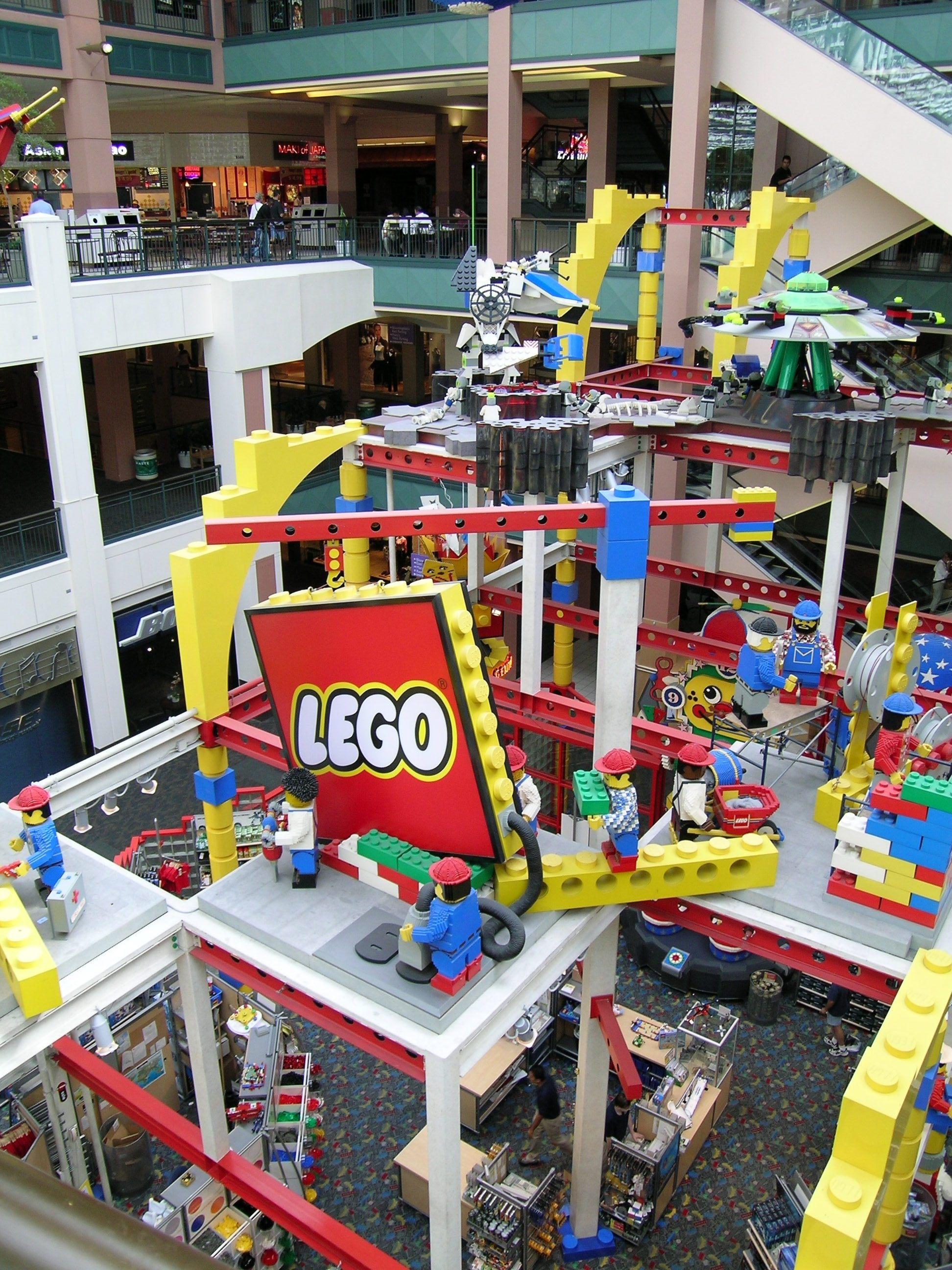
Le Lego Imagination Center du Mall of America en 2006.

En 1992, le premier Lego Store ouvre au Mall of America, le plus grand centre commercial des États-Unis situé à Bloomington,. La seconde boutique américaine ouvre en octobre 1997 à Downtown Disney au Walt Disney World Resort en Floride. Elle est rénovée et agrandie en 2011 pour atteindre 409 m2 tandis que la zone de Downtown Disney s'appelle désormais Disney Springs depuis 2015.
En janvier 2001, Lego ouvre une autre boutique nommée Lego Imagination Center dans le complexe commercial Downtown Disney situé entre les deux parcs d'attractions du Disneyland Resort en Californie. 
De nombreuses boutiques ouvrent aux États-Unis à partir de 2008. Le 25 juin 2010, Lego ouvre au sein du Rockefeller Center dans le British Empire Building. Le 4 juillet 2010, la première boutique canadienne ouvre dans le Chinook Centre à Calgary.
En mai 2012, la boutique de Downtown Disney rouvre après plusieurs semaines de rénovation. En décembre 2012, Lego signe un bail de 10 ans pour un espace commercial de 7 703 pieds carrés (716 m2) au sein du 200 Fifth Avenue dans le Flatiron District pour une ouverture prévue en septembre 2014,.
Le premier Lego Store français ouvre le 17 octobre 2012 à Levallois-Perret, dans le centre commercial So Ouest. Un second ouvre peu de temps après à Euralille en décembre. Et le troisième ouvre en novembre 2013 dans le centre commercial Centre Jaude 2 à Clermont-Ferrand.
Le 28 février 2014, ouverture d'un Lego Store à Disney Village à Marne-la-Vallée. Le premier Lego Store québécois ouvre le 7 avril 2014 au complexe commercial Carrefour Laval.
Le 6 avril 2015, un an après l'ouverture de sa plus grande boutique actuelle au monde à Shanghai Joy City (en 2014), Lego annonce l'ouverture de sa vingtième boutique à Shanghai New World City pour le 31 mai 2015 et prévoit 80 boutiques. Le 12 mai 2015, la première boutique certifiée par Lego ouvre aux Philippines à Bonifacio Global City au travers d'un partenariat avec une société locale fondée en 2006 et distributeur exclusif de Lego,. Le 25 septembre 2015, une boutique ouvre à Bordeaux dans l'espace commercial Promenade Sainte-Catherine.
Le 5 avril 2016, un Lego Store ouvre dans les nouveaux espaces sous la canopée du Forum des Halles à Paris. Le 17 novembre 2016, le plus grand Lego Store du monde ouvre sur Leicester Square à Londres de 9 800 pieds carrés (910 m2),.

## Boutiques

Lego Stores dans le monde (au 27 novembre 2015).

Lego gère environ 664 boutiques Lego Store dans le monde en 2022
De nombreuses boutiques ont été construites dans des grands centres commerciaux comme le Mall of America ou l'Euralille. Il existe aussi d'autres boutiques phares comme celles des complexes touristiques Disney (Downtown Disney en Californie, Disney Springs à Walt Disney World Resort en Floride ou encore Disney Village en France) ou celle du Rockefeller Center (dans le British Empire Building).
Il existe d'autres boutiques mais non détenues par Lego, comme celle aux Philippines ayant un statut « certifiées ». Celles en Chine ne sont pas listées sur le site officiel de Lego.